# 马尔加什弧犁头鳐
馬爾加什弧犁頭鰩（學名：Acroteriobatus andysabini），又稱馬爾加什犁頭鰩、馬爾加什琵琶鱝，為軟骨魚綱犁頭鰩目犁頭鰩科弧犁頭鰩屬的其中一種，分布於西印度洋馬達加斯加海域，深度0至80公尺，本魚體延長而平扁，吻寬短而呈三角形，背面光滑，無明顯的刺或小結節，除了眶緣周圍有略微擴大的顆粒狀小齒，這些小齒相當規則地分佈在從頸背到第一背鰭起點或稍前方的中線處，上顎牙排數約80-87，齒細小而多，舖石狀排列。吻部半透明，有細長的藍灰色斑點，呈「條紋鼻」狀，棕色底色上有許多小的藍灰色斑點覆蓋魚盤、胸鰭、腹鰭、背鰭和尾鰭，尾鰭和鰭基部有較大、稍暗的不明顯的棕色斑點；腹鰭外緣白色，尾側褶有橙色和白色條紋；腹面白色，除吻端有 V 形圖案的暗至暗黑色斑點外，體長可達100公分，棲息於沿海淺水海域，為底棲性魚類，肉食性，卵胎生，生活習性不明。